# 조나단 다니엘 브라운
조나단 다니엘 브라운(Jonathan Daniel Brown, 1989년 7월 ~ )은 미국의 배우이다.

## 영화
- 더 파이널 위시 (2018년)
- 키드 캐나비스 (2014년)
- 엉덩이 요정 마일로 (2013년) - 조이 역
- 프로젝트 X (2011년) - J.B. 역